# А-мол
А-мол је молска лествица, чија је тоника тон а. Ова лествица нема предзнака.

## Варијанте лествице
На слици испод се дају видети редом, природна, хармонска и мелодијска а-мол лествица:
У хармонском молу седми тон при повишењу прелази из чистог ге у гис, а у мелодијском а-молу шести тон бива повишен из чистог еф у фис.

## Познатија класична дела у а-молу
- „За Елизу“, од Бетовена
- Симфонија бр. 3, „Шкотска“, Менделсон
- Рапсодија на Паганинијеву тему, Рахмањинов
- „Турски марш“, из клавирске сонате бр. 11 у А-дуру, од Моцарта
- Клавирски концерт, Григ